# Маркарян 177
Маркарян 177 — голубая компактная карликовая галактика, расположенная на расстоянии 28 Мпк в созвездии Большой Медведицы, в пределах астеризма Большой Ковш. Галактику впервые наблюдал советский астроном В.Е. Маркарян.
Маркарян 177 является пекулярной галактикой и удаляется от нас со скоростью 2425 км/с. Видимый размер составляет 0.41×0.34 угловых минут.

## SDSS1133
Вблизи галактики на расстоянии около 800 пк находится яркий рентгеновский источник SDSS J113323.97+550415.8 (SDSS1133) на орбите вокруг Маркарян 177. Источник являлся стабильным несколько десятилетий, с 1950-х гг до 2000-х, область генерации излучения имеет размер около 40 пк. Объект может быть сверхмассивной чёрной дырой, выброшенной из галактики, взаимодействовавшей с галактикой Маркарян 177.
Согласно другим теориям рентгеновский источник может являться яркой голубой переменной, недавно, в начале 2000-х годов испытавшей вспышку сверхновой, при этом в предыдущие 50 лет происходили периодические выбросы.